# Chile Open
Chile Open är en tennisturnering för herrar som startade 1993 och spelas årligen i Santiago, Chile. Den har tidigare även spelats i Viña del Mar. Turneringen ingår i kategorin 250 Series på ATP-touren och spelas utomhus på grus.

## Resultat

### Singel
| År                       | Mästare              | Finalist                | Resultat                |
| Santiago (1993–2000)     | Santiago (1993–2000) | Santiago (1993–2000)    | Santiago (1993–2000)    |
| ------------------------ | -------------------- | ----------------------- | ----------------------- |
| 1993                     | Javier Frana         | Emilio Sánchez          | 7–5, 3–6, 6–3           |
| 1994                     | Alberto Berasategui  | Francisco Clavet        | 6–3, 6–4                |
| 1995                     | Sláva Doseděl        | Marcelo Ríos            | 7–6(7–3), 6–3           |
| 1996                     | Hernán Gumy          | Marcelo Ríos            | 6–4, 7–5                |
| 1997                     | Julián Alonso        | Marcelo Ríos            | 6–2, 6–1                |
| 1998                     | Francisco Clavet     | Younes El Aynaoui       | 6–2, 6–4                |
| 1999                     | Ingen turnering      | Ingen turnering         | Ingen turnering         |
| 2000                     | Gustavo Kuerten      | Mariano Puerta          | 7–6(7–3), 6–3           |
| Viña del Mar (2001–2009) |                      |                         |                         |
| 2001                     | Guillermo Coria      | Gastón Gaudio           | 4–6, 6–2, 7–5           |
| 2002                     | Fernando González    | Nicolás Lapentti        | 6–3, 6–7(5–7), 7–6(7–4) |
| 2003                     | David Sánchez        | Marcelo Ríos            | 1–6, 6–3, 6–3           |
| 2004                     | Fernando González    | Gustavo Kuerten         | 7–5, 6–4                |
| 2005                     | Gastón Gaudio        | Fernando González       | 6–3, 6–4                |
| 2006                     | José Acasuso         | Nicolás Massú           | 6–4, 6–3                |
| 2007                     | Luis Horna           | Nicolás Massú           | 7–5, 6–3                |
| 2008                     | Fernando González    | Juan Mónaco             | walk over               |
| 2009                     | Fernando González    | José Acasuso            | 6–1, 6–3                |
| Santiago (2010–2011)     |                      |                         |                         |
| 2010                     | Thomaz Bellucci      | Juan Mónaco             | 6–2, 0–6, 6–4           |
| 2011                     | Tommy Robredo        | Santiago Giraldo        | 6–2, 2–6, 7–6(7–5)      |
| Viña del Mar (2012–2014) |                      |                         |                         |
| 2012                     | Juan Mónaco          | Carlos Berlocq          | 6–3, 6–7, 6–1           |
| 2013                     | Horacio Zeballos     | Rafael Nadal            | 6–7(2–7), 7–6(8–6), 6–4 |
| 2014                     | Fabio Fognini        | Leonardo Mayer          | 6–2, 6–4                |
| Santiago (2020– )        |                      |                         |                         |
| 2020                     | Thiago Seyboth Wild  | Casper Ruud             | 7–5, 4–6, 6–3           |
| 2021                     | Cristian Garín       | Facundo Bagnis          | 6–4, 6–7(3–7), 7–5      |
| 2022                     | Pedro Martínez       | Sebastián Báez          | 4–6, 6–4, 6–4           |
| 2023                     | Nicolás Jarry        | Tomás Martín Etcheverry | 6–7(5–7), 7–6(7–5), 6–2 |

### Dubbel
| År                       | Mästare                                             | Finalister                            | Resultat             |
| Santiago (1993–2000)     | Santiago (1993–2000)                                | Santiago (1993–2000)                  | Santiago (1993–2000) |
| ------------------------ | --------------------------------------------------- | ------------------------------------- | -------------------- |
| 1993                     | Mike Bauer David Rikl                               | Christer Allgårdh Brian Devening      | 7–6, 6–4             |
| 1994                     | Karel Novacek Mats Wilander                         | Tomás Carbonell Francisco Roig        |                      |
| 1995                     | Jiří Novák David Rikl                               | Shelby Cannon Francisco Montana       | 6–4, 4–6, 6–1        |
| 1996                     | Gustavo Kuerten Fernando Meligeni                   | Albert Portas Dinu Pescariu           | 6–4, 6–2             |
| 1997                     | Jan Hendrik Davids Andrew Kratzmann                 | Julián Alonso Nicolás Lapentti        | 7–6, 5–7, 6–4        |
| 1998                     | Mariano Hood Sebastián Prieto                       | Massimo Bertolini Devin Bowen         | 7–6, 6–7, 7–6        |
| 1999                     | Ingen turnering                                     | Ingen turnering                       | Ingen turnering      |
| 2000                     | Gustavo Kuerten Antônio Prieto                      | Lan Bale Piet Norval                  | 6–2, 6–4             |
| Viña del Mar (2001–2009) |                                                     |                                       |                      |
| 2001                     | Lucas Arnold Tomás Carbonell                        | Mariano Hood Sebastián Prieto         | 6–4, 2–6, 6–3        |
| 2002                     | Gastón Etlis Martín Rodríguez                       | Lucas Arnold Luis Lobo                | 6–3, 6–4             |
| 2003                     | Agustín Calleri Mariano Hood                        | František Čermák Leoš Friedl          | 6–3, 1–6, 6–4        |
| 2004                     | Juan Ignacio Chela Gastón Gaudio                    | Nicolás Lapentti Martín Rodríguez     | 7–6(7–2), 7–6(7–3)   |
| 2005                     | David Ferrer Santiago Ventura                       | Gastón Etlis Martín Rodríguez         | 6–3, 6–4             |
| 2006                     | José Acasuso Sebastián Prieto                       | František Čermák Leoš Friedl          | 7–6(7–2), 6–4        |
| 2007                     | Paul Capdeville Óscar Hernández                     | Albert Montañés Rubén Ramírez Hidalgo | 4–6, 6–4, [10–6]     |
| 2008                     | José Acasuso Sebastián Prieto                       | Máximo González Juan Mónaco           | 6–1, 3–0, ret.       |
| 2009                     | Pablo Cuevas Brian Dabul                            | František Čermák Michal Mertinak      | 6–3, 6–3             |
| Santiago (2010–2011)     |                                                     |                                       |                      |
| 2010                     | Lukasz Kubot Oliver Marach                          | Potito Starace Horacio Zeballos       | 6–4, 6–0             |
| 2011                     | Marcelo Melo Bruno Soares                           | Lukasz Kubot Oliver Marach            | 6–3, 7–6(7–3)        |
| Viña del Mar (2012–2014) |                                                     |                                       |                      |
| 2012                     | Frederico Gil Daniel Gimeno                         | Pablo Andújar Carlos Berlocq          | 1–6, 7–5, [12–10]    |
| 2013                     | Paolo Lorenzi Potito Starace                        | Rafael Nadal Juan Mónaco              | 6–2, 6–4             |
| 2014                     | Oliver Marach Florin Mergea                         | Juan Sebastián Cabal Robert Farah     | 6–3, 6–4             |
| Santiago (2020– )        |                                                     |                                       |                      |
| 2020                     | Roberto Carballés Baena Alejandro Davidovich Fokina | Marcelo Arévalo Jonny O'Mara          | 7–6(7–3), 6–1        |
| 2021                     | Simone Bolelli Máximo González                      | Federico Delbonis Jaume Munar         | 7–6(7–4), 6–4        |
| 2022                     | Rafael Matos Felipe Meligeni Alves                  | André Göransson Nathaniel Lammons     | 7–6(10–8), 7–6(7–3)  |
| 2023                     | Andrea Pellegrino Andrea Vavassori                  | Thiago Seyboth Wild Matías Soto       | 6–4, 3–6, [12–10]    |